# Nation of Islam

Nation of Islams flagga. Bokstäverna står för justice, freedom, equality och islam (rättvisa, frihet, jämlikhet och islam).

Nation of Islam (NOI) är en islamisk svartmaktorganisation grundad i USA 1930 av Wallace Fard Muhammad och efter hans död år 1934 vidareutvecklad av Elijah Muhammad. Organisationen leds idag av Ava Muhammad och har bland annat haft Malcolm X (som senare försköt organisationens ideologi och öppet förkastade Elijah Muhammad) och Muhammad Ali som medlemmar.
Enligt Southern Poverty Law Center (SPLC) utgör Nation of Islam en religiös hatgrupp. Vidare klassar ADL den som en mycket rasistisk, misogyn och homofientlig extremistorganisation. Den har även kallats för religiöst fascistisk.
Nation of Islam förespråkar avhållsamhet från droger, alkohol, tobak och promiskuitet. Den separatistiska organisationen vill skapa ett segregerat svart, muslimskt samhälle. På kort sikt uppmuntrar man medlemmarna till att ta tillbaka vad de anser vara de svarta muslimernas rättmätiga position i samhället, genom till exempel småföretagande. Nation of Islam äger många företag själva, bland annat ett väktarbolag.
Organisationen motsätter sig starkt att svarta utövar våld mot andra svarta och var starkt bidragande till att fred slöts mellan ärkerivalerna i gängen Crips och Bloods.[källa behövs]
Nation of Islam var även med och arrangerade Miljonmannamarschen som samlade över en miljon människor i Washington, D.C. 1995, samt ett motsvarande evenemang för svarta kvinnor påföljande år som drog cirka 800 000 deltagare.
Grundaren Wallace Fard Muhammad, som inom Nation of Islam även är känd som Master Fard Muhammad, hävdade att han var Mahdi, frälsaren som ska komma på den yttersta dagen. Enligt Wallace Fard Muhammad utgjordes världens ursprungliga befolkning av svarta människor och de vita skapades som "en ras av djävlar" av en svart vetenskapsman vid namn Yakub.